# Selby District
Selby ist ein District in der Grafschaft North Yorkshire in England. Verwaltungssitz ist die gleichnamige Stadt Selby. Weitere bedeutende Orte sind Escrick, Hemingbrough, Riccall, Sherburn-in-Elmet und Tadcaster. Es bestehen Städtepartnerschaften mit Carentan in Frankreich und Filderstadt in Deutschland.
Der Bezirk wurde am 1. April 1974 gebildet und entstand aus der Fusion des Urban District Selby sowie von Teilen der Rural Districts Derwent, Hemsworth, Osgoldcross und Tadcaster.
Am 1. April 1996 wurden folgende Dörfer abgetrennt und der neu gebildeten Unitary Authority der Stadt York hinzugefügt: Acaster Malbis, Askham Bryan, Askham Richard, Bishopthorpe, Copmanthorpe, Deighton, Dunnington, Elvington, Fulford, Heslington, Kexby, Naburn und Wheldrake. Durch diese Maßnahme war Selby vom Rest der Grafschaft North Yorkshire geographisch isoliert. Der Bezirk bestand bis 2023.
Koordinaten: 53° 47′ N, 1° 5′ W